# Chemia teoretyczna
Chemia teoretyczna – dział chemii zaliczany do chemii fizycznej, zajmujący się zagadnieniami związanymi z wiedzą chemiczną od strony teoretycznej, czyli bez wykonywania eksperymentów w laboratorium. Nie znaczy to jednak, że chemia teoretyczna ignoruje wyniki eksperymentalne: zazwyczaj stara się z lepszym lub gorszym skutkiem wyjaśniać te wyniki i przewidywać efekty przyszłych eksperymentów.
W szczególności chemia teoretyczna zajmuje się następującymi zagadnieniami:
- modelowaniem cząsteczek, czyli teoretycznym obliczaniem ich struktury elektronowej i przestrzennej
- przewidywaniem przebiegu reakcji chemicznych i teoretycznym obliczaniem ich efektów energetycznych, a także ustalaniem, czy dana reakcja ma w ogóle szansę zajść, i w jakich warunkach będzie ewentualnie zachodziła
- przewidywaniem właściwości chemicznych i fizycznych, a zwłaszcza aktywności biologicznej i katalitycznej związków chemicznych na podstawie ich struktury. Dotyczy to zarówno istniejących już związków, jak i związków, których jeszcze nie otrzymano.

Podstawą wszelkich obliczeń i rozwiązywania tego rodzaju problemów teoretycznych w chemii jest chemia kwantowa oraz termodynamika i kinetyka reakcji chemicznych. W obliczeniach tych dużą rolę odgrywa chemia obliczeniowa.